# Trachysalambria aspera
Trachysalambria aspera är en kräftdjursart som först beskrevs av Alcock 1906.  Trachysalambria aspera ingår i släktet Trachysalambria och familjen Penaeidae. Inga underarter finns listade i Catalogue of Life.